# チェルニウツィー市庁舎
チェルニウツィー市庁舎（チェルニウツィーしちょうしゃ、Чернівецька ратуша）は、ウクライナのチェルニウツィーの中央広場に位置する新古典主義建築の歴史的市庁舎（ラトゥシャ）である。1843年から1847年にかけてポーランド系オーストリア人建築家アンドレアス・ミクリチ・フォン・ラデツキによって建設され、国の重要文化財に指定されている。現在はチェルニウツィー市議会の本拠地および市長の執務室として使用されている。

## 歴史
チェルニウツィーに市庁舎を建設する構想は1820年代に浮上した。当初、行政ビルは市の北部、プルト川の上流に計画されていたが、ブコヴィナ地区の技師アドルフ・マリナが市の南側への発展を予測し、これに反対した。
1832年9月2日、市の行政機関がマギストラート（市参事会）に再編され、市庁舎建設の必要性が高まった。1841年、マギストラートが8000フローリンで必要な土地を購入し、建設の機会を得た。  
1843年4月19日、礎石の設置式典が行われ、正教会の主教イェウヘン・ハクマンが他の宗派の聖職者とともに奉献を行った。アドルフ・マリナの指揮とアンドレアス・ミクリチの監督の下、建設は4年足らずで進んだ。建設中に計画が修正され、3階が追加された。1847年7月、メンデル・アムスター建設会社が市当局に市庁舎の完成を通知した。

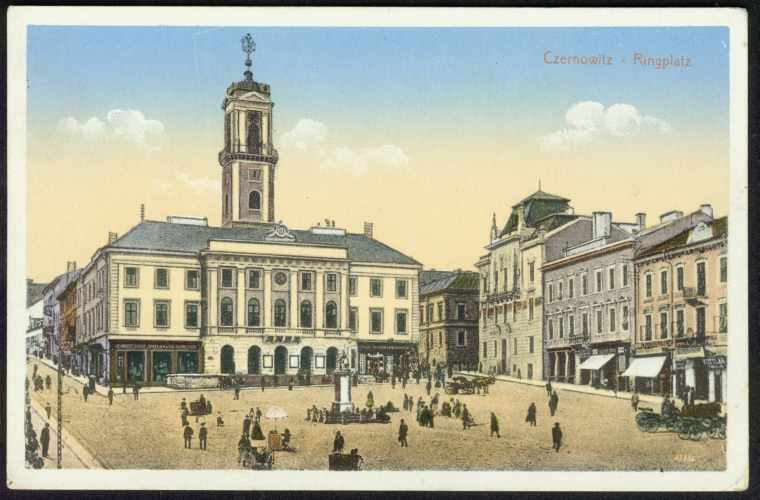
1905年頃のオーストリアの絵葉書に描かれた市庁舎

1848年3月20日、「公共建築委員会」による建物の公式受け入れが予定されていたが、ウィーンでの革命事件の報により、予定されていた祝宴は中止された。  

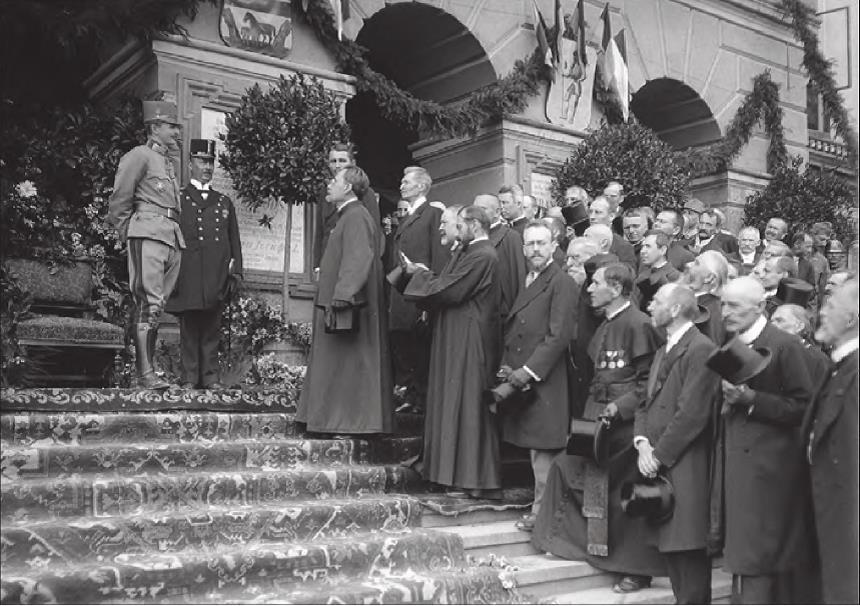
チェルニウツィー市庁舎の階段に立つオーストリア皇帝カール1世。

当初、1階には市登記所、土地地籍部門、警察監査室、軍事拘留室とその厨房が置かれた。2階には会議場、複数の公務員事務所、尋問室、貴族用の拘留室があった。3階には市弁護士と評定官のアパート、市長のアパート（6部屋と厨房）が設けられた。その後、市民は市職員の維持費を抑えるため、1階のスペースを民間人に商業目的で賃貸するようマギストラートに求めた。
1917年8月6日、オーストリア皇帝カール1世がチェルニウツィー市庁舎を訪問した。
1930年代、すべての商業施設が市庁舎から退去し、建物は地方自治体の行政事務所として専ら使用されるようになった。
2004年11月12日以降、毎日正午に、ブコヴィナの民族衣装を着たトランペット奏者が市庁舎の塔から「マリチカ」のメロディを演奏する。この曲はチェルニウツィーの非公式なアンセムとされている。

## 建築
チェルニウツィー市庁舎は、ガリツィア・ロドメリア王国の市庁舎に典型的な後期古典主義様式で建てられた3階建ての建物で、高い塔と中庭を備える。ファサードは中央のリサリットで強調され、フリーズと矩形のペディメントで装飾されている。ペディメントには6本のピラスターを持つドーリア式のポルチコがあり、市の紋章を象徴するレリーフ盾が設置されている。
市庁舎の外観は、50メートルの2階建ての塔で完成し、銅製の球と小さな旗竿が付いた尖塔で冠されている。塔に設置された機械式時計はプラハ製で、キエフ・ペチェルシク大修道院に設置されたものと類似している。2024年2月18日、振り子の部品の故障により時計が停止し、修復のため閉鎖された。